# Stazione di Sawaragi
La stazione di Sawaragi (沢良宜駅?, Sawaragi-eki) è una stazione della Monorotaia di Ōsaka situata nella città di Ibaraki. La stazione è segnalata dal numero (20).